# Tettio Facundo
Tettio Facundo (latino: Tettius Facundus; fl. 336) fu un politico dell'Impero romano.
Facundo fu console posterior (cioè nominato per secondo nei documenti) nel 336, assieme a Nepoziano, nipote dell'imperatore romano regnante, Costantino I.